# Joseph J. Nazzaro

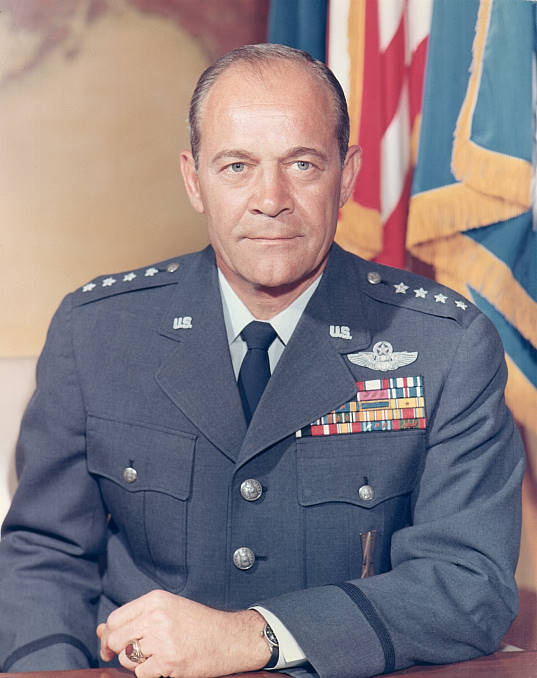
Joseph J. Nazzaro

Joseph James Nazzaro  (* 21. März 1913 in New York City, New York; † 5. Februar 1990 in Tucson, Pima County, Arizona) war ein General der United States Air Force. Er war unter anderem Kommandeur der Pacific Air Forces.
Nazarro besuchte die öffentlichen Schulen einschließlich der High School und die Millard’s Preparatory School in Washington, D.C. In den Jahren 1932 bis 1936 durchlief er die United States Military Academy in West Point. Nach seiner Graduation wurde er als Leutnant der Infanterie zugeteilt. In der Armee bzw. ab 1947 in der Air Force durchlief er anschließend alle Offiziersränge vom Leutnant bis zum Vier-Sterne-General.
Im Lauf seiner militärischen Karriere absolvierte Harris verschiedene Kurse und Schulungen. Dazu gehörten unter anderem eine Pilotenausbildung und Weiterbildungen als Pilot auf neueren Flugzeugtypen sowie die Air Command and Staff School auf dem Maxwell Air Field in Alabama.
Im Jahr 1937 wechselte Joseph Nazzaro von der Infanterie zum United States Army Air Corps aus dem im Jahr 1941 die United States Army Air Forces hervorgingen. Er wurde zum Kampfpiloten ausgebildet und war danach unter anderem auf den Philippinen stationiert. Von 1940 bis 1942 war er auf Stützpunkten in Salt Lake City und Tuscon in verschiedenen Funktionen tätig. In diese Zeit fiel der amerikanische Eintritt in den Zweiten Weltkrieg.
Anfang 1943 erhielt Joseph Nazzaro das Kommando über die 381. Bombergruppe (381st Bombardment Group), die zunächst noch in Texas stationiert war. Im Mai des gleichen Jahres wurde diese Einheit nach England verlegt und der 8. Luftflotte unterstellt. Er wurde im Januar 1944 Stabsoffizier bei den United States Strategic Air Forces in Europe. Im August 1944 wurde er zum 316. Bombergeschwader in Colorado Springs in Colorado versetzt. Dort wurde er stellvertretender Kommandeur dieser Einheit. Im Dezember 1945 wurde er zum Kommandeur dieses inzwischen nach Okinava verlegten Geschwaders.
Im Mai 1946 wurde Nazzaro Leiter der Stabsabteilung für Operationen beim damaligen Strategic Air Command auf dem Bolling Air Field in Washington, D.C. Daran schloss sich sein Studium an der Air Command and Staff School an, an der er danach bis 1948 als Dozent tätig war. Im Jahr 1947 wurde er in die damals neugegründete United States Air Force übernommen. Nach dem Ende seiner Lehrtätigkeit an der Air Command and Staff School wurde er zum Stab des Hauptquartiers der Luftwaffe versetzt.
Im August 1952 übernahm Joseph Nazzaro auf der Lake Charles Air Force Base in Louisiana das Kommando über das 68. Bombergeschwader (68th Bombardment Wing). Daran schloss sich ein Jahr später eine Versetzung zum Hunter Airfield in Georgia an, wo er das Kommando über die 38. Luftdivision (38th Air Division) erhielt. Zwischen Juni 1955 und Juli 1957 war er in Marokko stationiert, wo er das Strategic Air Command der 15. Luftdivision kommandierte (commander of Strategic Air Command’s 15th Air Division in Morocco). Anschließend kehrte er zum Hauptquartier der Luftwaffe zurück, wo er bis 1959 der Abteilung für Personalmanagement angehörte (assigned to U.S. Air Force Headquarters as director of personnel planning).
Im Juli 1959 wurde Nazzaro stellvertretender Kommandeur der 15. Luftflotte, die auf der March Air Force Base in Kalifornien ansässig war. Im Oktober 1962 erhielt er dann das Kommando über die 8. Luftflotte auf der Westover Air Force Base in Massachusetts. Im Dezember 1964 wurde er stellvertretender Kommandeur des Strategic Air Commands. Zwischen dem 1. Februar 1967 und dem 31. Juli 1968 war er dessen Kommandeur.
Am 1. August 1968 erhielt Joseph Nazzaro als Nachfolger von John D. Ryan das Kommando über die auf der Hickham Air Force Base in Hawaii ansässigen Pacific Air Forces. Dieses Kommando bekleidete er bis zum 1. August 1971 als Lucius D. Clay Jr. seine Nachfolge antrat. Anschließend schied er aus dem aktiven Militärdienst aus.
Der mit Helen Harmon (1920–2022) verheiratete Offizier starb am 5. Februar 1990 in einem Krankenhaus in Tucson an einer Krebserkrankung. Er wurde auf dem Friedhof der United States Air Force Academy in Colorado Springs beigesetzt.

## Orden und Auszeichnungen
Joseph Nazzaro erhielt im Lauf seiner militärischen Laufbahn unter anderem folgende Auszeichnungen:
- Air Force Distinguished Service Medal
- Silver Star
- Legion of Merit
- Distinguished Flying Cross
- Air Medal
- Kriegskreuz (Frankreich)